# Bladgölen, Småland
Bladgölen är en sjö i Högsby kommun i Småland och ingår i Emåns huvudavrinningsområde.